# Prunus
Prunus je rod dreves in grmov, ki obsega vrste kot so sliva, češnja, breskev, marelica, mandljevec ter mnoge druge. Obsega okoli 430 vrst, ki so večinoma razširjene po zmernem pasu severne poloble. Veliko vrst iz tega rodu je kultiviranih v različne sadne in okrasne sorte. 

## Botanika
Vrste rodu Prunus so lahko listnate ali zimzelene rastline.  Listi so enostavni in premenjalno razporejeni, cvetovi so ponovadi beli ali rožnati, včasih rdeči. Včasih se razvijejo posamezno, včasih pa po dva ali šest cvetov skupaj. Plod je mesnat, z eno, relativno veliko koščico.
V preteklosti je bil rod v družini rožnic klasificiran kot poddružina družine Amygdaloideae (nepravilno "Prunoideae"), ali pa so ga obravnavali kot samostojno družino Prunaceae (ali Amygdalaceae). V novejšem času so ugotovili, da se je rod Prunus razvil iz mnogo večje skupine, ki ji zdaj pravimo poddružina Amygdaloideae (nepravilno "Spiraeoideae").

### Klasifikacija
Zadnje raziskave DNK so pokazale, da je rod Prunus monotipski in se je razvil iz vrste, ki je nekoč poraščala Evrazijo. 
Standardna klasifikacija podroda Prunus izhaja iz opisa Alfreda Rehderja iz leta 1940. Rehder je določil pet hipotetičnih podrodov: Amygdalus, Prunus, Cerasus, Padus in Laurocerasus. C. Ingram je dodal še Lithocerasus.  Šest podredov je opisanih kot:
- rod Prunus
  - Podrod Amygdalus: mandlji in breskve
  - Podrod Prunus: slive in marelice
  - Podrod Cerasus: češnje
  - Podrod Lithocerasus
  - Podrod Padus: čremse
  - Podrod Laurocerasus

## Vrste
Nepopoln seznam, ki vključuje večino znanih vrst iz rodu Prunus.

### Vzhodna polobla
| - Prunus africana - Prunus apetala - Prunus armeniaca - Prunus avium - Prunus bifrons - Prunus buergeriana - Prunus campanulata - Prunus canescens - Prunus cerasifera - Prunus cerasoides - Prunus cerasus - Prunus ceylanica - Prunus cocomilia - Prunus cornuta - Prunus crassifolia - Prunus davidiana - Prunus domestica - Prunus dulcis | - Prunus fruticosa - Prunus geniculata - Prunus glandulosa - Prunus gracilis - Prunus grayana - Prunus incana - Prunus incisa - Prunus insititia - Prunus jacquemontii - Prunus japonica - Prunus korshinskyi - Prunus kotschyi - Prunus laurocerasus - Prunus laxinervis - Prunus lusitanica - Prunus maackii - Prunus mahaleb | - Prunus mandshurica - Prunus maximowiczii - Prunus minutiflora - Prunus mume - Prunus murrayana - Prunus myrtifolia - Prunus nipponica - Prunus occidentalis - Prunus padus - Prunus persica - Prunus pleuradenia - Prunus pseudocerasus - Prunus prostrata - Prunus rivularis - Prunus salicina - Prunus sargentii - Pruns scoparia - Prunus serrula | - Prunus serrulata - Prunus sibirica - Prunus simonii - Prunus sogdiana - Prunus speciosa - Prunus spinosa - Prunus spinulosa - Prunus ssiori - Prunus subhirtella - Prunus tenella - Prunus tomentosa - Prunus triloba - Prunus ursina - Prunus vachuschtii - Prunus verecunda - Prunus × yedoensis - Prunus zippeliana |

### Zahodna hemisfera
| - Prunus alabamensis - Prunus alleghaniensis - Prunus americana - Prunus andersonii - Prunus angustifolia - Prunus buxifolia - Prunus caroliniana - Prunus cuthbertii | - Prunus emarginata - Prunus eremophila - Prunus fasciculata - Prunus fremontii - Prunus geniculata - Prunus havardii - Prunus hortulana - Prunus huantensis | - Prunus ilicifolia - Prunus integrifolia - Prunus maritima - Prunus mexicana - Prunus munsoniana - Prunus nigra - Prunus pensylvanica - Prunus pumila | - Prunus rigida - Prunus serotina - Prunus sphaerocarpa - Prunus subcordata - Prunus texana - Prunus umbellata - Prunus virginiana |